# Мендонса, Алу
Алойзиус Эдуарду (Алу) Мендонса (порт. Aloysius Eduardo (Alu) Mendonça, 5 января 1933, Анджуна, Британская Индия — 10 марта 2017, Найроби, Кения) — кенийский хоккеист (хоккей на траве), нападающий, тренер.

## Биография
Алу Мендонса родился 5 января 1933 года в индийской деревне Анджуна на Гоа.
В юность с семьёй переехал в Британскую Кению, где быстро реализовал себя в хоккее на траве. С 15 лет выступал на международном уровне: в 1948 году отправился со школьной сборной в турне по Индии. На клубном уровне играл за Институт железной дороги Гоа из Найроби. Также занимался лёгкой атлетикой и крикетом.
В 1956 году вошёл в состав сборной Кении по хоккею на траве на Олимпийских играх в Мельбурне, занявшей 10-е место. Играл на позиции нападающего, провёл 3 матча, мячей не забивал.
В 1960 году вошёл в состав сборной Кении по хоккею на траве на Олимпийских играх в Риме, занявшей 7-е место. Играл на позиции нападающего, провёл 6 матчей, мячей не забивал. Был капитаном команды.
В 1964 году вошёл в состав сборной Кении по хоккею на траве на Олимпийских играх в Токио, занявшей 6-е место. Играл на позиции нападающего, провёл 8 матчей, забил 1 мяч в ворота сборной Новой Зеландии.
В 1968 году вошёл в состав сборной Кении по хоккею на траве на Олимпийских играх в Мехико, занявшей 8-е место. Играл на позиции нападающего, провёл 2 матча, мячей не забивал.
После завершения игровой карьеры работал тренером. В 1971 году входил в тренерский штаб сборной Кении на дебютном чемпионате мира в Барселоне, где команда заняла 4-е место. В 1972 году ассистировал главному тренеру на летних Олимпийских играх в Мюнхене, где кенийцы стали тринадцатыми.
К 1976 году Мендонса возглавил сборную Кении и должен был выступить с ней на летних Олимпийских играх в Монреале, однако страна бойкотировала их в знак протеста против участия Новой Зеландии, чьи регбисты играли в ЮАР, исключённой из МОК за политику апартеида.
Умер 10 марта 2017 года в кенийском городе Найроби.